# Rajić (żupania bielowarsko-bilogorska)
Rajić – wieś w Chorwacji, w żupanii bielowarsko-bilogorskiej, w mieście Bjelovar. W 2011 roku liczyła 214 mieszkańców.